# トルヴァヤルヴィの戦い
トルヴァヤルヴィの戦いは冬戦争でフィンランド軍とソ連軍によって1939年12月12日から行われた戦い。フィンランド側が攻勢による最初の大規模な勝利を得た。

## 起端
冬戦争が勃発した11月30日、ラドガ湖北部のフィンランド軍は圧倒的な攻撃を前に事前に計画された撤退を開始した。これは起伏が多く道の少ないこの地域にソビエト軍が多数の兵力を展開することが可能とは考えていなかったためである。しかし、ソビエト軍はスオヤルヴィ・トルヴァヤルヴィ間の道路に沿って師団規模の兵力を侵攻させた。ソビエトの進軍はフィンランド第4軍の通信、伝令用のラインに深刻な影響を与えた。
この影響に対抗するために、フィンランド最高司令部はパーヴォ・タルヴェラ大佐が指揮を執るタルヴェラ戦闘群を召集した。

## 戦力
- フィンランド軍　
  - "タルヴェラ群"
    - 第16歩兵連隊(アーロ・パヤリ)

  - "Räsänen分遣隊"
    - 4個独立大隊(ErP 9、ErP 10、ErP 112、PPP 7)
    - 第6砲兵連隊から1個大隊

- ソビエト連邦軍
  - 第139狙撃師団（英語版）(ベルヤエフ、第718、第609、第346狙撃連隊)

## 計画
フィンランドの計画は凍結したヒルヴァスヤルヴィ(ヒルヴァス湖)とトルヴァヤルヴィ(トルヴァ湖)を通過して挟み撃ちすることによるソ連軍師団の包囲であった。第16連隊第1大隊と第9独立大隊が北部から、残り第16連隊第2、3大隊と第112独立大隊が南側から攻撃することになった。ヒルヴァスヤルヴィを超えた北部の攻撃は8:00に始まり、第一波の攻撃の結果が出てから第二波の攻撃が始まる予定であったが、後に両方とも8:00からに変更された。

## 経過
2個大隊からなる北部グループはすぐさまソビエト兵の抵抗にあい、フィンランド軍のわき腹を攻撃するために侵攻中であった第718連隊とぶつかることとなった。昼ごろ、フィンランド兵は侵出していた道を撤退、攻撃は目標を達成することはなかったものの、第718連隊によるわき腹からの攻撃を防止し、南方に援軍を送ることができた。
道に沿って攻撃するために分けられたフィンランド第16歩兵連隊の2個大隊はソビエト第609連隊の攻撃によって阻止された。フィンランドは少ないものの砲撃支援を得たため攻撃の継続が可能であった。フィンランドの攻撃は二つの湖の間の細い地峡にあるホテルへ向けて継続された。パヤリはホテル近郊のソビエト兵を挟み撃ちにするため、予備部隊としていた第10大隊の投入を決めた。ホテルの占領戦の末、ソビエト連隊長の遺体と連隊の指令書類が見つかった。
フィンランドの撤退は凍結した湖の上を通り、夜間に行われた。朝方、タルヴェラ大佐は再度攻撃を命じた。12月20日から22日にかけてソビエト第139師団はフィンランド軍に押し戻され、トルヴァヤルヴィから20kmほどの位置にあるアグラヤルヴィで壊滅した。増援として送られたソビエト第75師団との接触もあり、これも後退させることに成功している。

## その後
フィンランドは戦死者100名と負傷者250名を出した。一方ソ連軍は1000名を超える戦死者を出し、砲兵中隊の砲2門、対戦車砲、20数両のT-26などの戦車、60以上の機関銃などさまざまな物資を失った。この戦いはフィンランドにとって重要な攻勢勝利であり、フィンランド軍の士気を大きく押し上げるものだった。
座標: 北緯62度17分17秒 東経31度29分18秒 / 北緯62.2879762度 東経31.488455度